# Stoomcarrousel

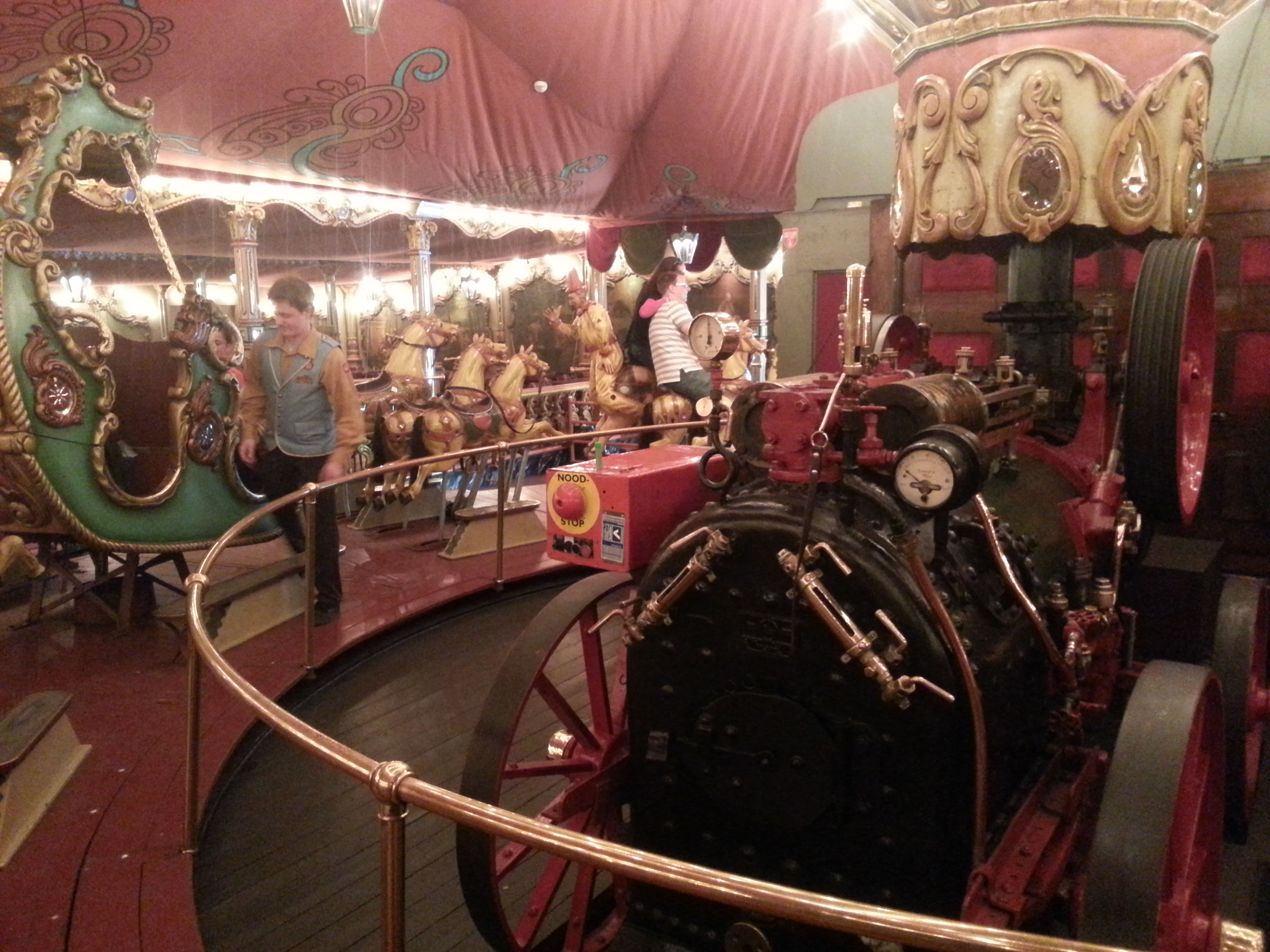
Stoomcarrousel van de Efteling

Een stoomcarrousel (ook wel salon-stoomcarrousel) is een draaimolen aangedreven door stoom.
Deze draaimolen was meestal gelegen in een grote tent, welke schuil ging achter een uitbundig versierd front. Naast het draaiwerk zelf bevonden zich er meestal ook een buffet met tafeltjes en stoeltjes. Families die stoomcarrousels exploiteerden, waren onder andere Janvier, Benner, Van Bergen, Wolfs, Tewe, Sipkema, Roels en Huiskens. Voor de Tweede Wereldoorlog was dit een populaire manier van uitgaan. Het was niet ongewoon dat er ook weleens een lunapark/cakewalk aan de stoomcarrousel vast werd gebouwd. Om binnen te komen, betaalde men dan een toegangsprijs voor beide vermaakzaken.
Na de oorlog liep de interesse voor deze reizende kunstwerken al snel terug, waarop de exploitanten ze snel genoeg van de hand deden en (meestal in delen) verkochten.
Een bekend voorbeeld van een nog werkzame stoomcarrousel is te vinden in het attractiepark de Efteling in Kaatsheuvel, Nederland. Deze stoomcarrousel wordt echter niet meer daadwerkelijk door stoom, maar door een elektromotor aangedreven. 